# Assoul
Assoul  (in arabo اسول‎?) è un centro abitato e comune rurale del Marocco situato nella provincia di Tinghir, regione di Drâa-Tafilalet. Conta una popolazione di 7 165 abitanti (censimento 2014).